# Gaura sfenopalatină
Gaura sfenopalatină (Foramen sphenopalatinum) este un orificiu formată de scobitura sfenopalatină (Incisura sphenopalatina) a  palatinului și  corpul sfenoidului. Această gaură conectează fosa pterigopalatină cu partea posterioară a meatului superior. Prin această gaură trec ramuri nervoase din ganglionul sfenopalatin (Ganglion pterygopalatinum) și artera sfenopalatină (Arteria sphenopalatina).